# Cyborg Cop II
Cyborg Cop II è un film del 1994 diretto da Sam Firstenberg.
È un film d'azione statunitense a sfondo fantascientifico con David Bradley, Morgan Hunter e Jill Pierce.
Cyborg Cop II è il seguito di Cyborg Cop del 1993 ed ha avuto un seguito: Cyborg Cop III del 1995.

## Trama
Jack Ryan, un poliziotto solitario, si ritrova alle prese con Jesse Starkraven, psicopatico in cui Jack aveva ucciso il fratello un anno prima in un'azione di polizia. A seguito di una sparatoria e della sua cattura, Starkraven viene condannato a morte. Jack non sa che il terrorista è stato però trasformato in un cyborg per uno speciale gruppo segreto anti-terrorismo.
Quando il nuovo cyborg, denominato "Spartacus", si sveglia accidentalmente, uccide gli scienziati e molti altri e prevede poi di istituire un nuovo impero Cyborg. Solo Jack e alcuni amici sanno come fermarlo.

## Produzione
Il film, diretto da Sam Firstenberg su una sceneggiatura di Jon Stevens con il soggetto dello stesso Firstenberg, fu prodotto da Danny Lerner e Brigid Olen per la Nu Image Films e girato in Sudafrica dal 1 agosto al 15 settembre 1993.

## Distribuzione
Il film fu distribuito negli Stati Uniti nel 1994 con il titolo Cyborg Cop II.
Alcune delle uscite internazionali sono state:
- in Francia nel maggio del 1994 (Cyborg Cop 2, Cannes Film Market)
- in Giappone nel settembre del 1994
- in Germania il 18 ottobre 1994 (in anteprima)
- nel Regno Unito nel marzo del 1995 (in anteprima)
- negli Stati Uniti il 14 marzo 1995 (in anteprima)
- in Portogallo (Regresso do Polícia Cyborg)
- in Italia (Cyborg Cop II)

## Promozione
La tagline è: "Get ready for war.".